# Mine d'Adamów
 (mars 2025).
La mine d'Adamów est une mine à ciel ouvert de lignite située en Pologne.